# Panteó de la Família de Narcís Agustí
El Panteó de la Família de Narcís Agustí és una obra d'Olot (Garrotxa).

## Descripció
Del panteó sepulcral de la família de Narcís Agustí destaca la gran escultura d'una ploranera feta en bronze fos. Està concebuda amb gran volum i amb expressió de serenor, amb els ulls perduts a l'infinit. Els vestits, fets amb profundes incisions, semblen moure's a mercès del vent.
Aquesta obra fou possiblement la darrera obra que Celestí Devesa va realitzar al cementiri d'Olot. Data de l'any 1925 i l'escultura de bronze va ser fosa als tallers de la família Barberí.